# Родригес, Луис Мигель
Луис Мигель Родригес (исп. Luis Miguel Rodríguez; родился 1 января 1985 года, Сан-Мигель-де-Тукуман, Аргентина) — аргентинский футболист, нападающий клуба «Сентраль Кордова» (Сантьяго-дель-Эстеро. Выступал за сборную Аргентины.

## Клубная карьера
Родригес — воспитанник клуба «Атлетико Тукуман» из своего родного города. В 2003 году он дебютировал за основной состав. В 2006 году Луис перешёл в «Альдосиви», но уже по окончании сезона вернулся в «Атлетико Тукуман». В 2009 году Родригес помог родному клубу выйти в элиту, став лучшим бомбардиром Примеры B. 22 августа в матче против «Сан-Лоренсо» он дебютировал в аргентинской Примере. 30 августа в поединке против «Индепендьенте» Луис забил свой первый гол на высшем уровне.
Летом 2010 года Родригес перешёл в «Ньюэллс Олд Бойз». 7 августа в матче против «Эстудиантеса» он дебютировал за новую команду. 21 августа в поединке против «Тигре» Луис забил свой первый гол за «Ньэллс Олд Бойз».
В начале 2011 года Родригес вновь вернулся в «Атлетико Тукуман». В 2013 году он во второй раз стал лучшим бомбардиром Примеры B. Спустя два года Луис помог команде выйти в элиту. 1 февраля 2017 года в матче против эквадорского «Эль Насьональ» он дебютировал в Кубке Либертадорес.

## Международная карьера
В 2009 году в товарищеском матче против сборной Ганы Родригес дебютировал за сборную Аргентины.

## Достижения
Индивидуальные
- Лучший бомбардир Примеры B Насьональ (20 мячей) — 2007/2008
- Лучший бомбардир Примеры B Насьональ (20 мячей) — 2012/2013
- Лучший бомбардир Южноамериканского кубка (5 мячей) — 2017